# 以色列金蠍
以色列金蠍（學名：Leiurus quinquestriatus）是屬於蠍目鉗蠍科的生物，也稱為巴勒斯坦黃蠍、巴勒斯坦毒蠍、以色列殺人蠍，顏色約為黃色，身長三至八公分，平均約六公分。擁有能致人於死的劇毒，分布於北非至印度的沙漠地區。

## 研究價值
其毒液富含蠍氯毒素能辨認腫瘤及脊椎腫瘤，還可用以治療瘧疾；卡利蠍毒素可用以治療老鼠骨骼疾病。
毒液採集需採用人工手擠，每隻金蠍僅能生產2 mg毒液，一加侖價值3,900萬美元。

## 外部連結
- Leiurus Quinquestriatus, WikiPets
- 好毒！世上最貴的液體 1公升值3億（页面存档备份，存于）